# Combourtillé
Combourtillé (en bretó Komorzhel) és un municipi francès, situat a la regió de Bretanya, al departament d'Ille i Vilaine. L'any 2006 tenia 515 habitants.

## Demografia
| 1962                                       | 1968 | 1975 | 1982 | 1990 | 1999 |
| ------------------------------------------ | ---- | ---- | ---- | ---- | ---- |
| 425                                        | 416  | 370  | 340  | 363  | 401  |
| Des de 1962: població sense dobles comptes |      |      |      |      |      |

## Administració
| Període | Identitat       | Partit |
| ------- | --------------- | ------ |
| -2001   | Monique Buineau |        |
| 2001-   | Roland Bouvet   |        |